# Pyrausta obtusanalis
Pyrausta obtusanalis is een vlinder van de familie van de grasmotten (Crambidae). De wetenschappelijke naam van deze soort is voor het eerst voorgesteld door Herbert Druce in een publicatie uit 1899.
De soort komt voor in het westen van de Verenigde Staten en in Mexico (Veracruz de Ignacio de la Llave).